# Platysenta abstemia
Platysenta abstemia là một loài bướm đêm trong họ Noctuidae.